# Catedral basílica de la Santísima Trinidad
La Catedral Basílica de la Santísima Trinidad (en inglés: Cathedral Basilica of the Most Holy Trinity) es una catedral católica y una basílica menor, dedicada al misterio de la Trinidad y situada en Onitsha, en el país africano de Nigeria. La basílica es sede de la Arquidiócesis de Onitsha. Ella Contiene las reliquias del Beato Cyprian Iwene Tansi, así como las tumbas de Monseñor Joseph Shanahan y de los arzobispos Charles Heerey y Stephen Ezeanya-
La construcción fue completada en el año 1935, siendo consagrada el 5 de diciembre de 1960, fue decretada Basílica el 28 de mayo de 2007 y erigida como tal (como Basílica) el 8 de marzo de 2008.